# Tiwanaku
Pour les articles homonymes, voir Tiahuanaco.

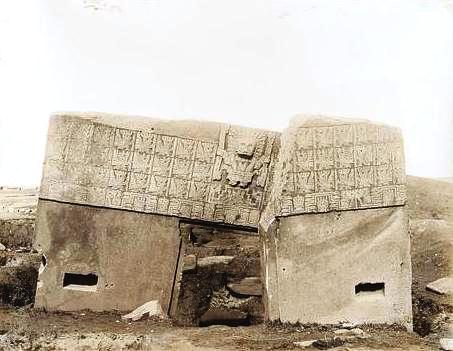
La porte du soleil en 1904.

La civilisation de Tiwanaku (en aymara, ou Tiahuanaco, nom de la ville moderne en espagnol), est une civilisation pré-inca qui a dominé la moitié sud des Andes centrales entre les Ve et XIe siècles.

## Géographie

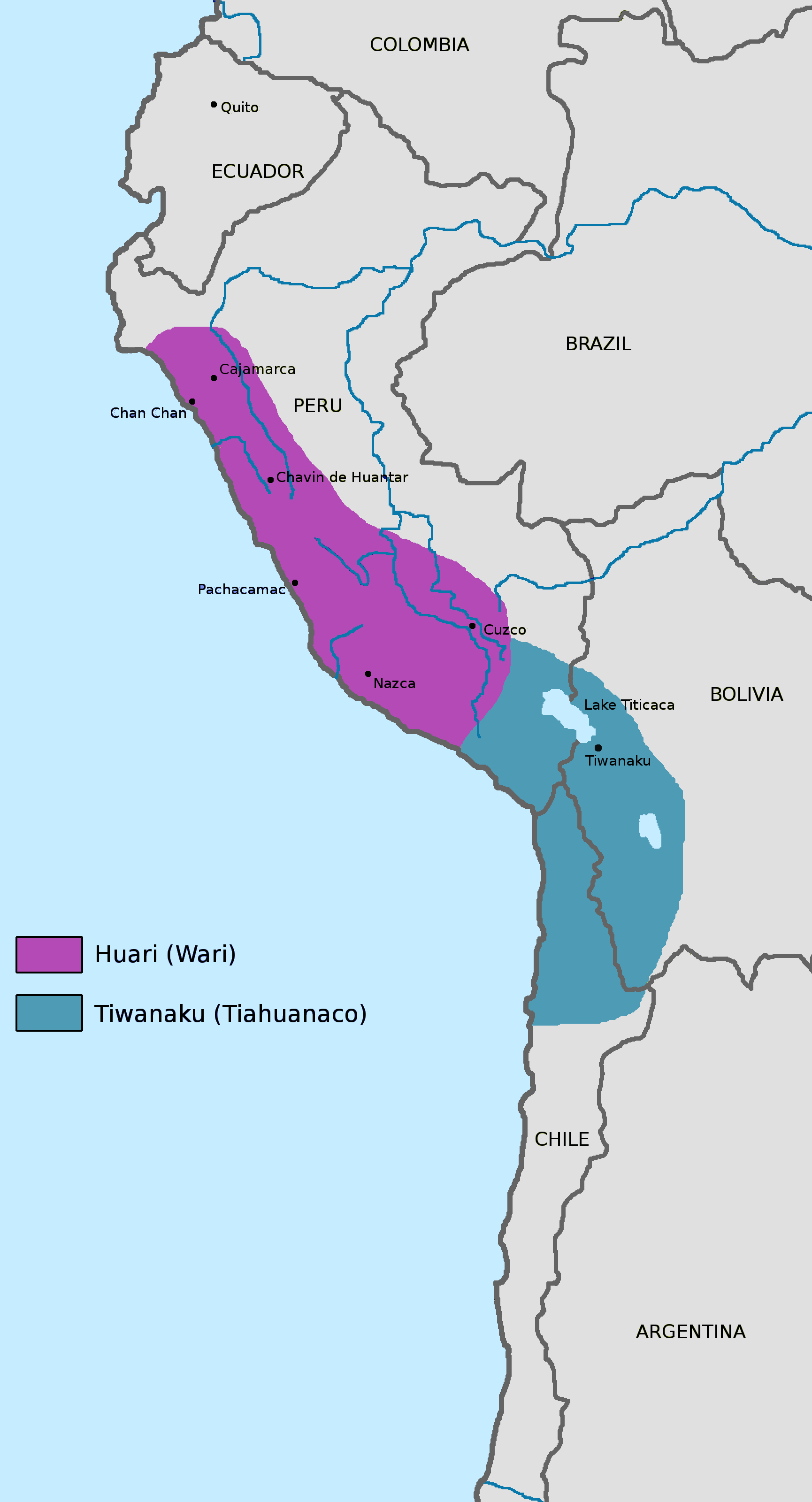
Carte de l'extension des peuples Tiwanaku et Huari.

La civilisation de Tiwanaku a pris naissance sur la rive sud du lac Titicaca, à plus de 3 800 mètres d'altitude, aux environs du site archéologique de la Cité du Soleil de Tiahuanaco. Son extension maximale est mal connue, mais les recherches archéologiques témoignent d'une expansion sur de vastes territoires en direction du sud et du sud-est du lac Titicaca. Ces régions correspondent à l'actuel nord du Chili et à l'ouest de la Bolivie.
Durant un demi-siècle, la civilisation de Tiwanaku est contemporaine de la civilisation Wari située plus au nord : durant ce laps de temps, elles s'influencèrent mutuellement, les archéologues trouvant des artefacts artistiquement semblables, et s'affrontèrent sporadiquement, peut-être pour les mines situées aux limites d'influence des deux cultures. Les Waris paraissent avoir été affaiblis par cette rivalité, et déclinèrent au IXe siècle.

## Datation
Selon des théories protochronistes controversées émises par Arthur Posnansky ou Rolf Müller et relayées par des journalistes comme Robert Charroux ou Serge Hutin, la construction de Tiwanaku remonterait à plus de 10 000 ans av. J.-C. Ces thèses, qui ont été réfutées notamment par le professeur Charles E. Orser, Jr. (éditeur du International Journal of Historical Archaeology (en)), se fondent notamment sur différentes constructions interprétées comme des quais, mais qui se trouvent à une distance du lac qui ferait remonter leur construction à 15 000 ans av. J.-C., à l’époque où le lac aurait pu longer ces constructions. 
De 1910 à 1945, Arthur Posnansky soutenait que le site avait entre 11 000 et 17 000 ans d'âge,. Au début des années 1970, Carlos Ponce Sanginés avança que le site avait été occupé pour la première fois vers 1580 avant J.-C. mais à partir des années 1980, les chercheurs s'accordèrent pour dire que cette date n'était pas fiable et que le site ne datait que de 200 ou 300 ans av. J.-C.,,. En 2012, une étude statistique des datations fiables obtenues par radio-carbone place la fondation du site aux alentours de 110 de notre ère (50-170, probabilité de 68 %), date corroborée par l'absence de styles céramiques dans les périodes antérieures,.

## Culture
La civilisation de Tiwanaku présente une grande maîtrise de la taille de la pierre et une architecture préfigurant celle des Incas. La civilisation de Tiwanaku a fortement influencé celle de Huari.

## La Cité du Soleil

### Le temple de Kalasasaya et ses environs

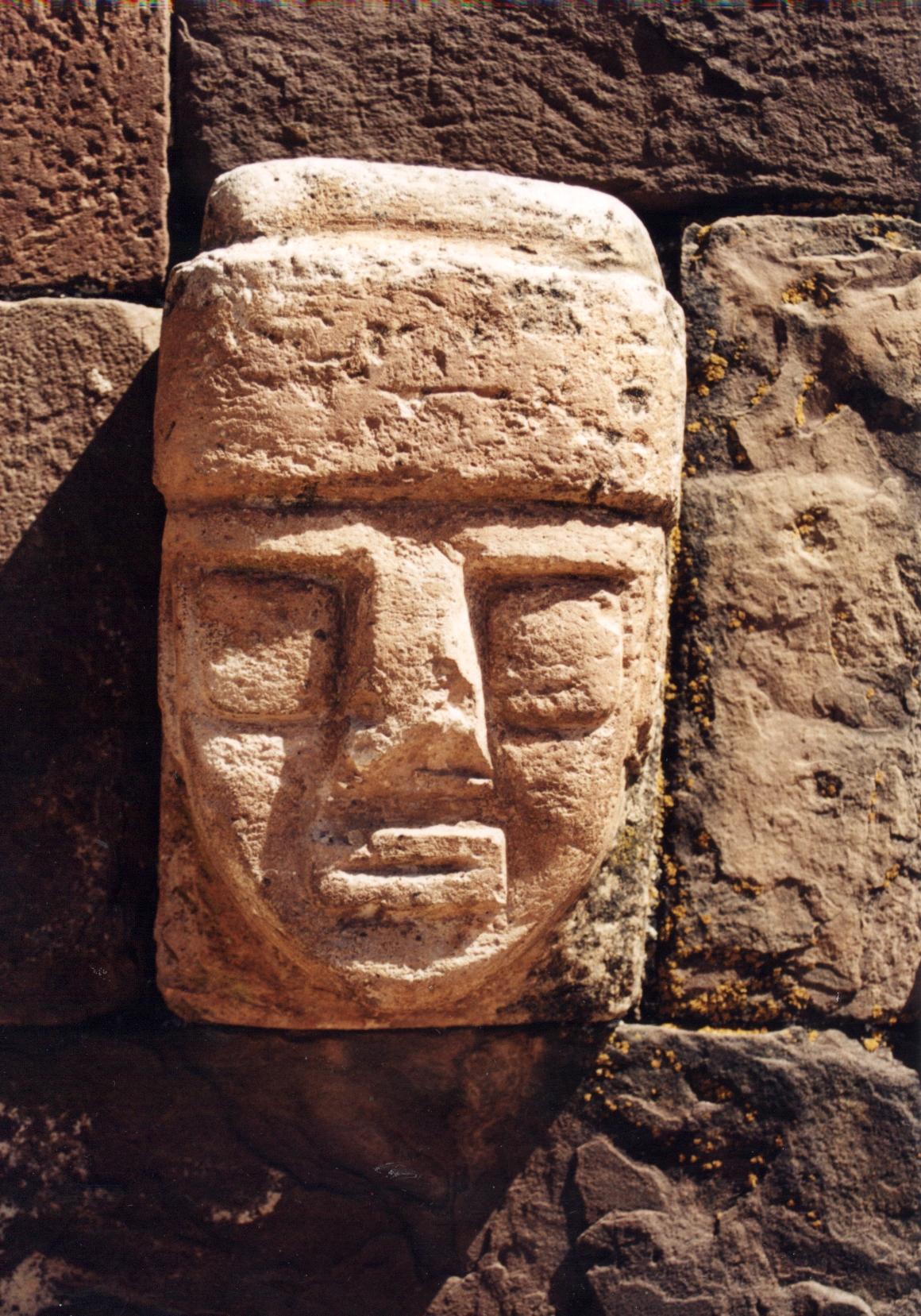
Statue incrustée sur l'un des murs du temple semi-souterrain devant le temple de Kalasasaya.

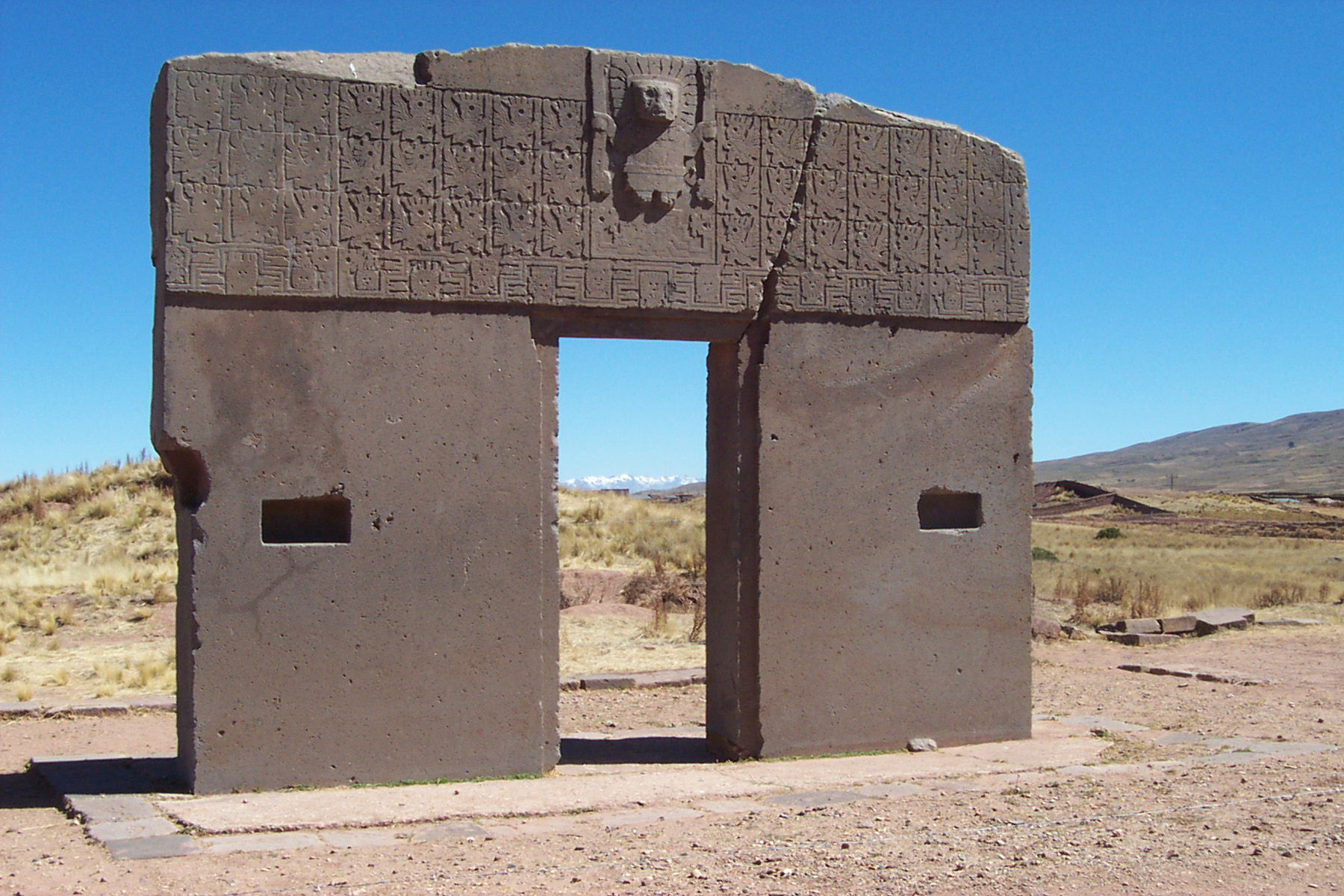
La porte du Soleil.

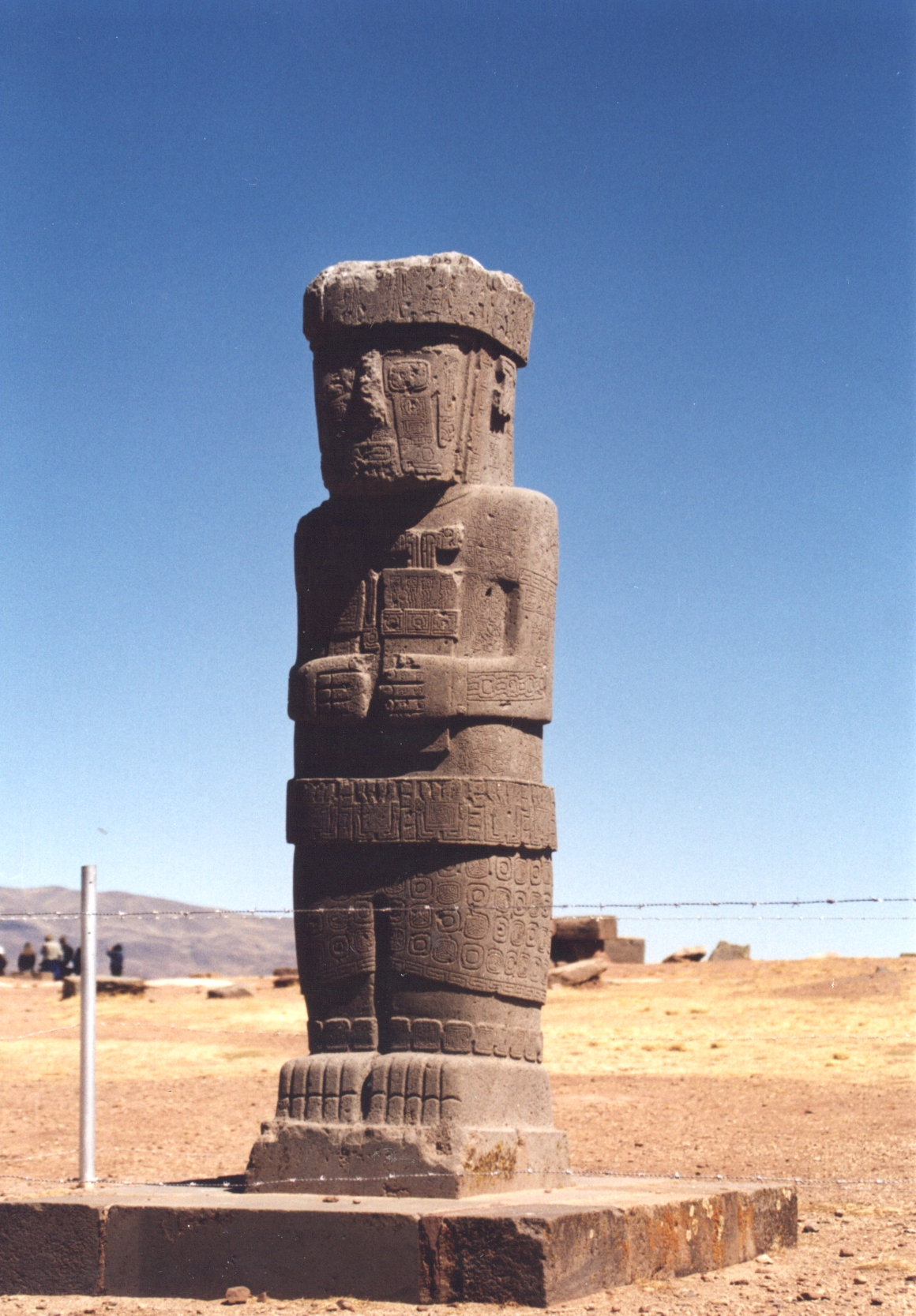
Statue anthropomorphe.

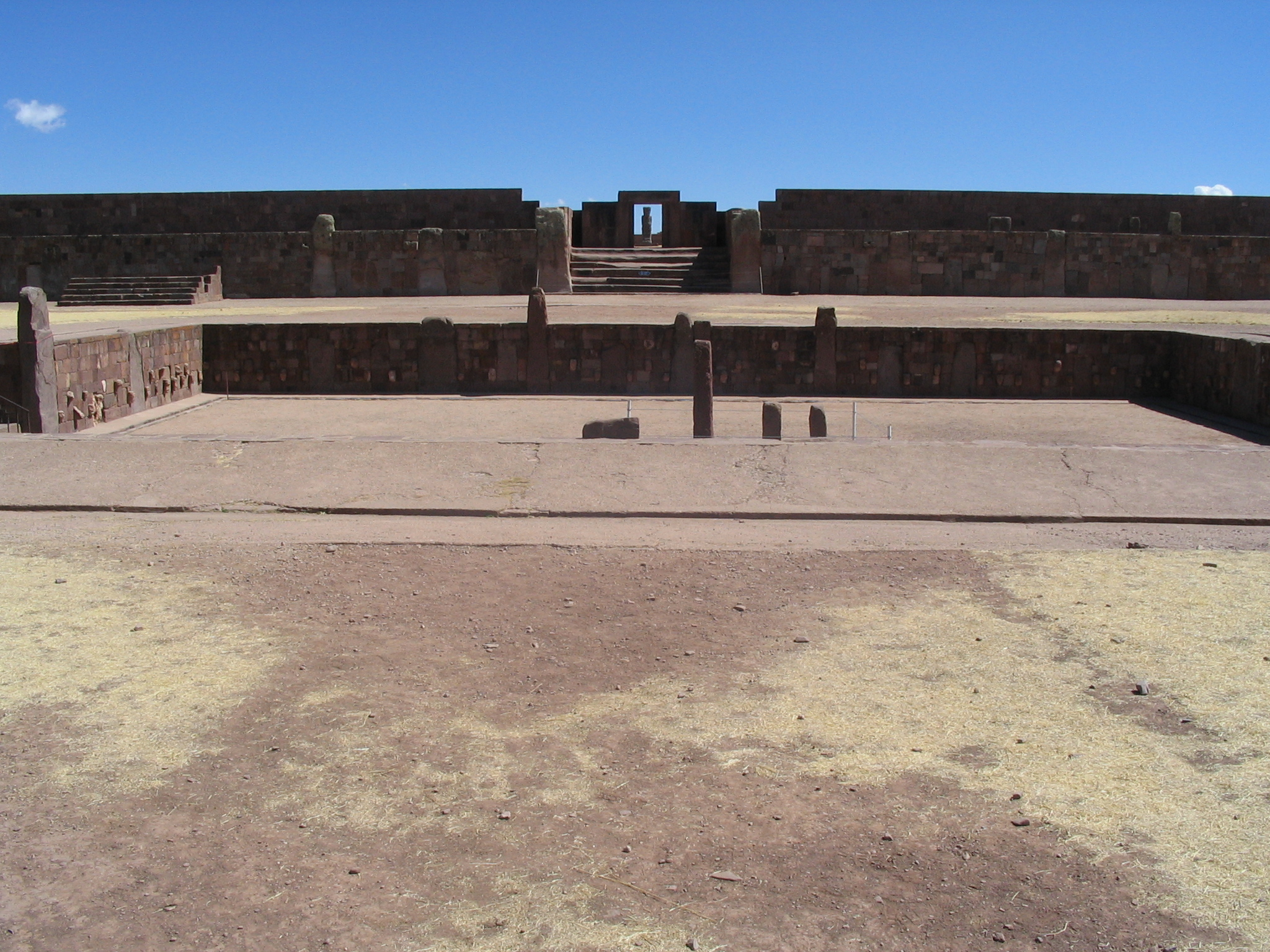
Le temple semi-souterrain à l'avant-plan et, au fond, le temple de Kalasasaya.

Un des principaux sites archéologiques actuels de la civilisation de Tiwanaku est la Cité du Soleil, lieu de célébration du dieu créateur Kon Tici Viracocha ; elle comporte de nombreux édifices à vocation cérémonielle dont le principal est le temple de Kalasasaya, une vaste enceinte close.
Les deux plus célèbres monuments environnants sont la pyramide à sept degrés d'Akapana et la fameuse porte du Soleil.
La pyramide peut apparaître comme une mini-réplique du temple de Kalasasaya, chacune de ses terrasses étant ornée de statues monolithiques sur ses bords. Une autre thèse interprète le monticule comme une figuration des montagnes de la cordillère des Andes. Le sommet de la pyramide est occupé par des cases — dont l'usage reste inconnu — disposées autour d'une cour intérieure.
En contrebas d’Akapana un contraste saisissant apparaît avec le temple semi-souterrain (semisubterraneo). Celui-ci impressionne par son ingénieux système de canalisations traversant la pyramide pour faire jaillir de l'eau en haut de l'Akapana, qui se déversait ensuite d'un étage à l'autre, le spectacle devait se situer entre celui que dégage une rizière et celui d'une  fontaine. Cette cascade artificielle symbolise certainement les sources du Nevado Illimani.
Enfin des monolithes, comme ceux de Bennett et de Ponce, sont orientés vers l'intérieur du site.
La porte du Soleil est un portail d'une largeur de quatre mètres et d'une hauteur de trois mètres construit dans un seul bloc d'andésite d'environ 10 tonnes. Il faisait partie d'une construction plus importante située au sommet de la pyramide d'Akapana ou à Kalasasaya, sites où l'on retrouve des constructions constituées du même type de pierre. Au moment de sa découverte par des explorateurs européens au milieu du XIXe siècle, le mégalithe gisait au sol, à l'horizontale, traversé d'une grande fissure. Aujourd'hui, il se dresse toujours à l'endroit où on l'a trouvé mais on pense qu'il ne s'agit pas du site primitif. 

### La pyramide d'Akapana

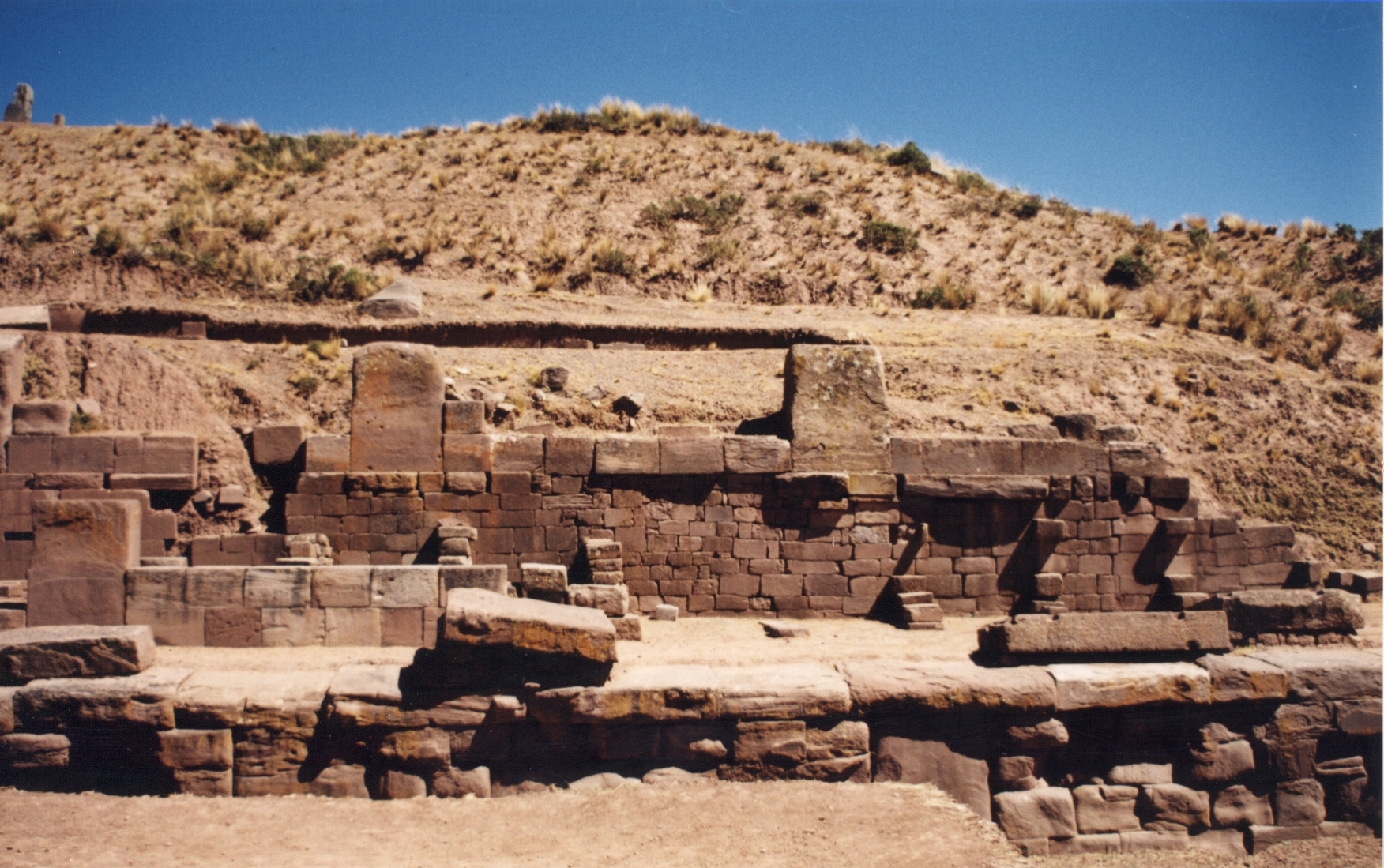
Vue partielle de la pyramide d'Akapana.

Le paysage est dominé par Akapana, pyramide en gradins à sept niveaux au plan général évoquant la croix des Andes. Ce dernier emblème, à structure échelonnée, lui aussi serait omniprésent dans l'art des hautes terres, imitant selon certains la croix du Sud et reproduisant pour d'autres les quatre parties de l'univers. Quoi qu'il en soit, ses architectes font preuve d'un sens certain du spectaculaire : murs de pied faits de blocs de grès ponctués tous les trois mètres de piliers à base rectangulaire de trois mètres de haut.
Cet aspect si massif frappe Pedro Cieza de León, premier Européen à découvrir Tiwanaku et qui ne peut, avoue-t-il, « ni comprendre, ni deviner quels outils ou instruments avaient permis de les façonner ». Érigée au centre d'une large douve, Akapana s'intègre par sa forme aux montagnes voisines environnantes. Un réseau très perfectionné de canalisations accentuerait la similitude avec le ruissellement de l'eau sur ses flancs à partir de la citerne placée au sommet : eaux de pluie dégringolant sur les versants des Andes ?

## Dans la culture

### Jeux vidéo
Dans le jeu vidéo Tomb Raider: Legend, sorti en 2006, la cité de Tiwanaku est citée au début du jeu.

### Jeux de société
Un jeu nommé Tiwanaku a été créé par Olivier Grégoire en 2022.